# Bruno Balz
Bruno Balz (Berlín, 6 de octubre de 1902 - Bad Wiessee, 14 de marzo de 1988) fue uno de los más prolíficos y exitosos escritores de letras musicales de Alemania.

## Obra

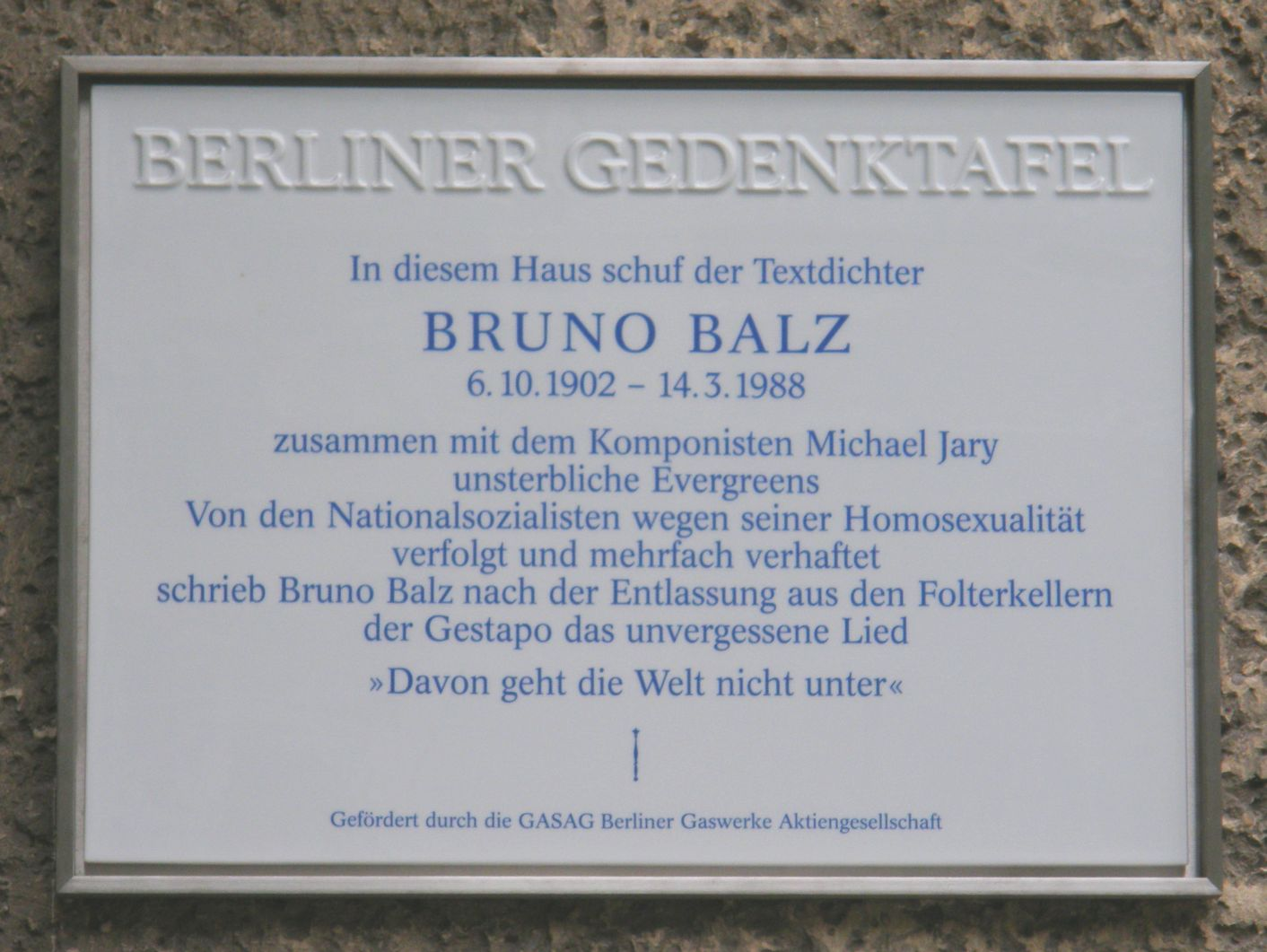
Placa conmemorativa colocada en 2008 en la antigua morada de Balz.

Bruno Balz escribió desde 1929, cuando compuso la música para la primera película sonora alemana (Dich habe ich geliebt), hasta comienzos de la década de 1960, cuando se retiró de la vida pública, más de 1000 canciones y schlagers. Ningún intérprete alemán que llegara a la popularidad durante esos 30 años pudo no colaborar con él. De su pluma son canciones tan populares en Alemania como:
- Das kann doch einen Seemann nicht erschüttern ('Eso no puede impresionar a un marinero'; música: Michael Jary, en: Paradies der Junggesellen)
- Wir wollen niemals auseinandergehen ('No nos separaremos nunca'; Michael Jary)
- Das machen nur die Beine von Dolores ('Eso lo consiguen sólo las piernas de Dolores'; Michael Jary)
- Kann denn Liebe Sünde sein? ('¿Puede el amor ser pecado?'; Lothar Brühne, en: Der Blaufuchs)
- Roter Mohn ('Amapola roja'; Michael Jary, en: Schwarzfahrt ins Glück)
- Der Wind hat mir ein Lied erzählt ('El viento me ha contado una canción'; Lothar Brühne, en: La Habanera)
- Ich weiß, es wird einmal ein Wunder gescheh'n ('Sé que algún día ocurrirá un milagro'; Michael Jary, en: Die große Liebe)
- Davon geht die Welt nicht unter ('Por eso no se hunde el mundo'; Michael Jary, en: Die große Liebe)
- Mama

y muchas otras.
Bruno Balz colaboró sobre todo con el compositor Michael Jary. Juntos compusieron canciones que convirtieron a Zarah Leander en una estrella de la canción en el mundo.

## Homosexualidad
Bruno Balz fue víctima de la legislación homófoba sobre todo durante la Alemania Nazi. Así, pasó varios meses en la cárcel, pero fue liberado bajo la condición de que su nombre no volviera a aparecer en público. Tuvo que casarse con Selma, una mujer pomerana fiel al partido nazi, para mantener las apariencias exigidas.
En 1941 fue detenido de nuevo por la Gestapo tras haber sido atrapado con un hombre joven en una situación comprometida. Tras varios días de torturas en la central de la Gestapo en la calle Prinz-Albert, probablemente habría sido enviado a un campo de concentración. Pero la intervención de Michael Jary, que afirmó no poder entregar las canciones exigidas sin la ayuda de su compañero, y finalmente del mismo ministro de propaganda Joseph Goebbels, se liberó a Balz en unas pocas horas. En las 24 horas tras su liberación escribió dos de sus mayores éxitos: Davon geht die Welt nicht unter ('Por eso no se hunde el mundo') y Ich weiß, es wird einmal ein Wunder gescheh'n ('Sé que algún día ocurrirá un milagro').

## Tras la Guerra
Balz también tuvo que sufrir las consecuencias de la homofobia tras la Guerra, debido a que la versión del artículo 175 del código penal alemán, el llamado «artículo de los maricones», se mantuvo sin cambios en la República Federal de Alemania hasta 1969. Su esposa Selma se negó a divorciarse de él y su nombre apenas fue recogido en los títulos de las películas en las que seguía colaborando.
A principios de la década de 1960 escribió la canción Wir wollen niemals auseinandergehen para Zarah Leander. Fue su última colaboración con Michael Jary, que dejó que la canción fuera interpretada por Heidi Brühl y no por Zarah Leander como estaba previsto. Su canción Mama que había escrito en 1941, se convirtió de nuevo en éxito en 1968 gracias a la interpretación de Heintje.

## Testamento
En su testamento, Balz ordenó que en los primeros 10 años tras su muerte no se hablara sobre él. Su pareja y heredero universal Jürgen Draeger respetó su deseo y sólo pudo comenzar en 1998 la revisión del legado, su trabajo sobre la obra y la biografía de Bruno Balz con el objetivo de «devolverle su pasado».
Su tumba se encuentra en el cementerio Wilmersdorf de Berlín.